# Cambounès
Cambounès település Franciaországban, Tarn megyében. Lakosainak száma 338 fő (2022. január 1.). Cambounès Le Bez, Boissezon, Lasfaillades, Le Rialet és Saint-Salvy-de-la-Balme községekkel határos.

## Népesség
A település népességének változása:
| Lakosok száma | 344  | 334  | 346  | 331  | 332  | 334  | 334  | 336  | 338  |
|               | 2013 | 2015 | 2016 | 2017 | 2018 | 2019 | 2020 | 2021 | 2022 |